# Barbèche
La Barbèche est un ruisseau français qui coule dans le département du Doubs. C'est un affluent du Doubs en rive gauche, donc un sous-affluent du Rhône par le Doubs et la Saône.

## Géographie
La Barbèche prend sa source dans la commune de Provenchère sur le plateau de Belvoir et Belleherbe à 597m d’altitude (sous le nom de Ruisseau de Moulin Brûlé) et s’écoule d’abord en direction du nord où il est rejoint en rive gauche par le ruisseau de Matonvau puis, toujours en rive gauche, par le ruisseau de Froidevaux avant de s’orienter nord-est en prenant alors le nom de Barbèche. Il rejoint le Doubs en amont du village de Villars-sous-Dampjoux.

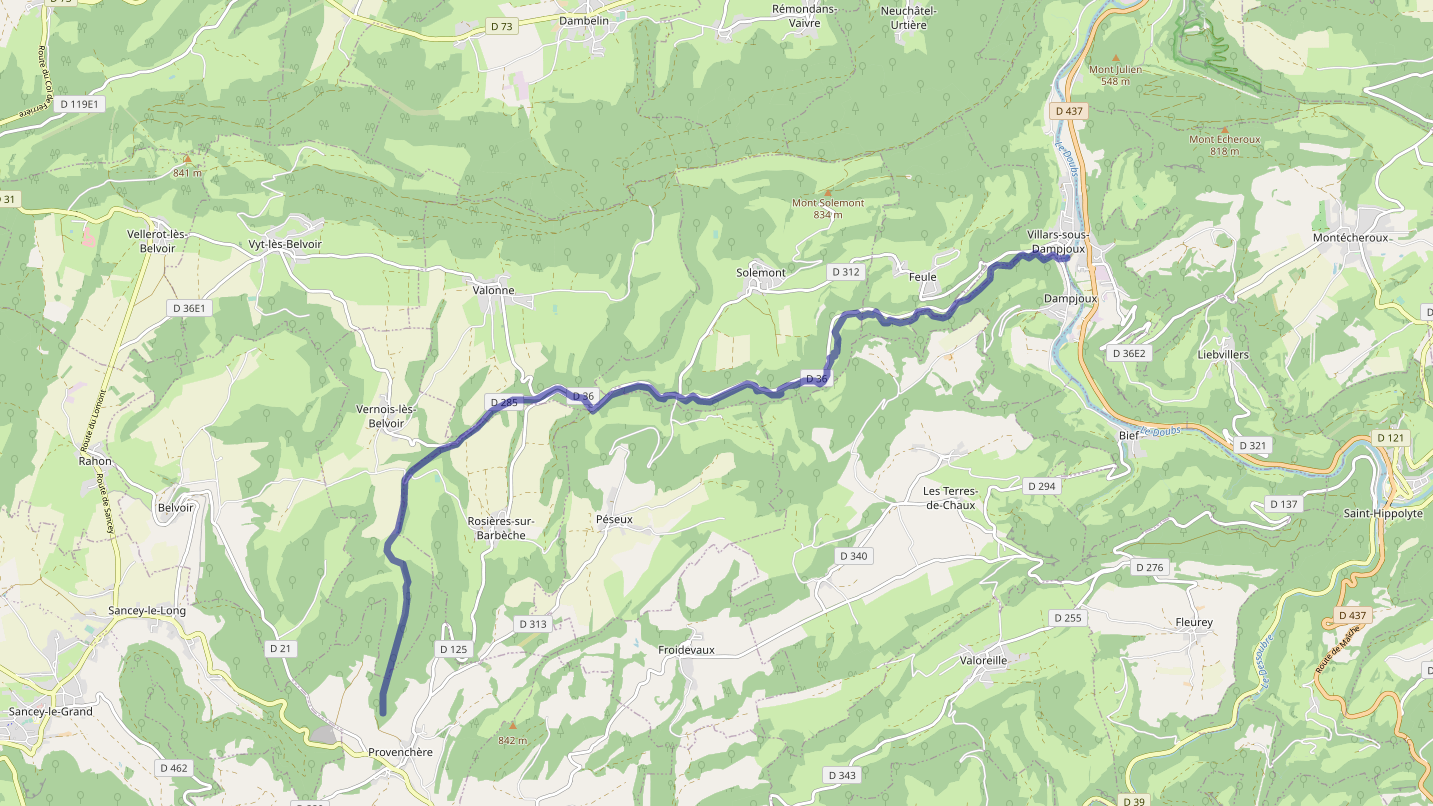
Cours de la Barbèche.

## Affluents
La Barbèche a deux affluents référencés :
- le ruisseau de Matonvau[1]
- le ruisseau de Froidevaux[2]

## Communes traversées
La Barbèche traverse neuf communes situées dans le département du Doubs : Provenchère, Vernois-lès-Belvoir, Rosières-sur-Barbèche, Valonne, Péseux, Solemont, Feule, Dampjoux, Villars-sous-Dampjoux.

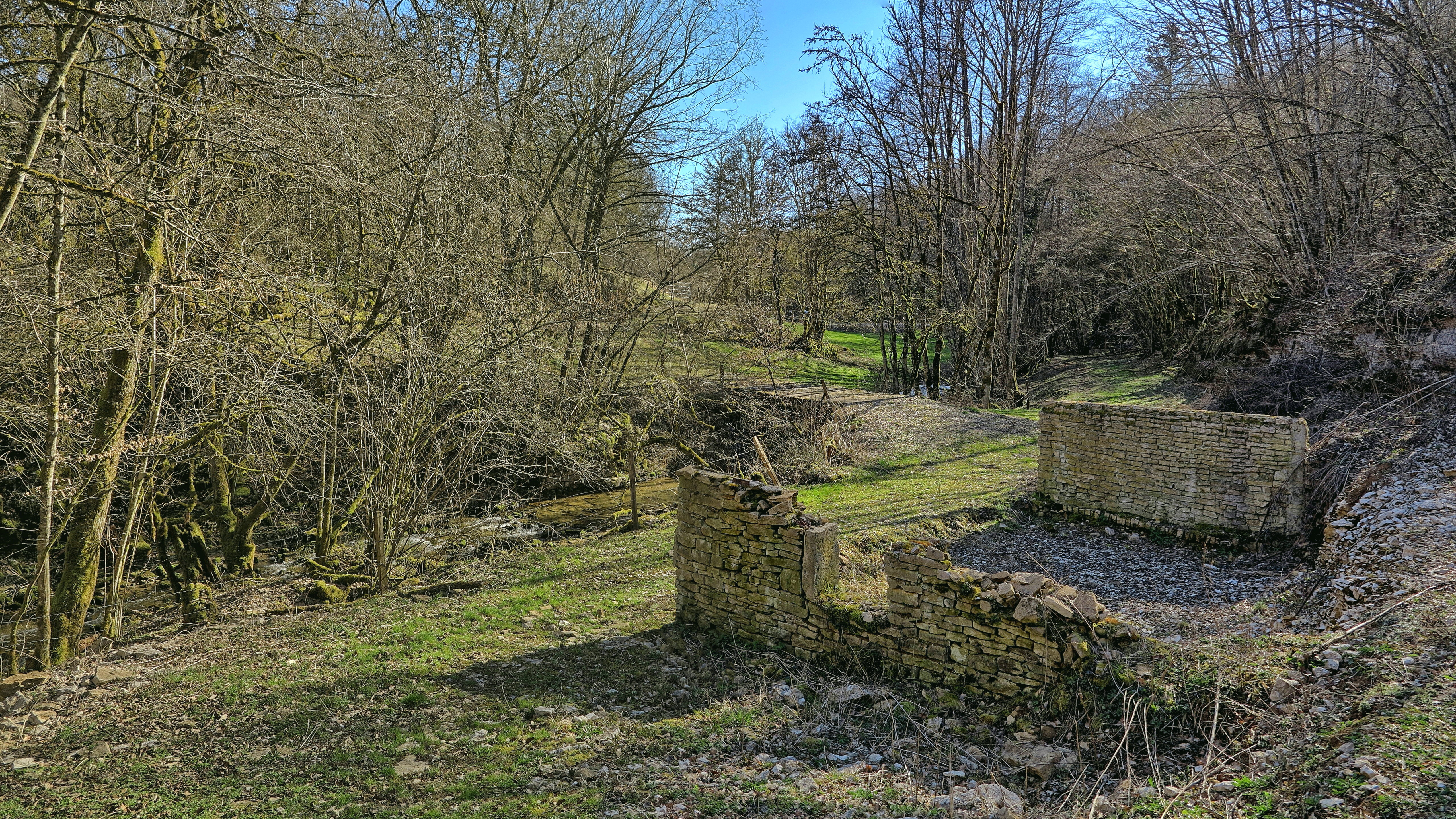
La Barbèche à Moulin Brûlé.
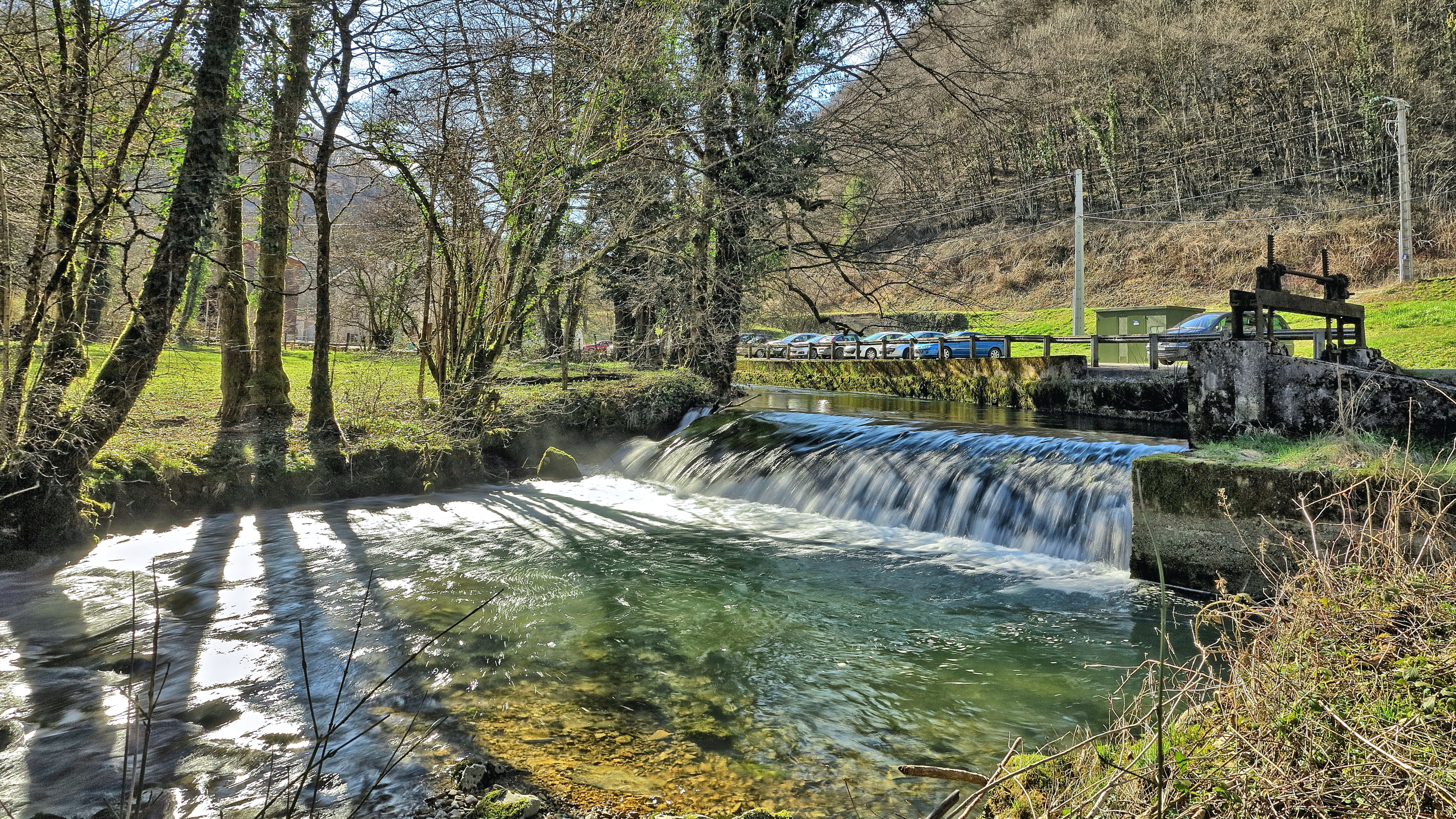
Barrage sur la Barbèche à Feule.

## Tourisme
La vallée de la Barbèche a été déclarée zone à protéger dans le cadre des ZNIEFF.

## Hydrologie
La Barbèche présente des fluctuations saisonnières de débit assez marquées. Une partie de son lit pouvant rester à sec pendant les périodes sèches.